# Mike Duncan
Robert Michael Duncan dit Mike Duncan, né en 1951 à Oneida dans le Tennessee, est un homme politique américain, président du Comité national républicain de 2007 à 2009.

## Biographie
Diplômé en droit de l'université du Kentucky, militant républicain, il est délégué du parti aux conventions républicaines de 1972, 1976, 1992, 1996 et 2000.
Ancien président de l'association des banques du Kentucky et directeur à Cincinnati de la Réserve fédérale de Cleveland, il est aussi directeur adjoint des relations publiques durant le mandat de George H. W. Bush entre 1989 et 1993.
Trésorier du Parti républicain à partir de 2001, il devient l'année suivante, conseiller au sein du Comité national républicain, organe exécutif et administratif du Parti républicain américain.
Le 19 janvier 2007, il succède à Ken Mehlman comme président en titre du Comité national républicain, aux côtés de Mel Martínez, désigné directeur général. Après la démission de ce dernier le 19 octobre suivant, il assure seul la présidence exécutive du Parti républicain jusqu'à son remplacement par Michael S. Steele le 30 janvier 2009, étant battu par ce dernier lors d'un vote.
Depuis 2012, il est président-directeur général de l'American Coalition for Clean Coal Electricity (ACCCE).